# Yde et Olive
Yde et Olive (Yde y Olive) es un cantar de gesta escrito en el siglo XIII en laisses monorrimantes decasílabas en un dialecto influenciado por el picardo del francés antiguo. Es uno de los episodios de un ciclo de secuelas del Huon de Burdeos, que siguen a varios miembros de su familia. Siguiendo a la Chanson d'Esclarmonde, la historia de la esposa de Huon y abuela de Yde, y a Clarisse et Florent, la historia de los padres de Yde, la historia de Yde está interrumpida por un poema titulado Croissant, que algunos académicos editan por aparte y que narra la historia del hijo de Yde y Olive. La historia principal de las aventuras de Yde vuelve a retomarse a partir de ese punto. Yde et Olive es una chanson relativamente poco estudiada en comparación con sus contrapartes de la serie de Huon.
Se le considera ocasionalmente como la primera adaptación en francés antiguo del mito de Ifis en las Metamorfosis de Ovidio, si bien algunos académicos han cuestionado si la similitud entre la narración de Ovidio y este antiguo cognado no es más que una coincidencia. De igual manera, se ha postulado que la historia se elaboró en forma dramática en el Miracle de la fille d'un roy (1454), pero los académicos han rechazado igualmente esta hipótesis, alegando que la transferencia del motivo de una heroína vestida en ropas de hombre escapando de los deseos incestuosos de su padre es el resultado de una tradición oral más que de una influencia textual directa. La obra no se desvía de manera significativa de la chanson, excepto en su final (el verdadero sexo de la heroína, Ysabelle, se descubre al final, donde es restaurada a su condición de mujer y se casa con el rey en lugar de seguir casada con la hija de éste). El libro por excelencia sobre las secuelas del Huon, de Caroline Cazanave, contiene una extensa discusión sobre el texto y la tradición manuscrita.

## Manuscrito y ediciones
La historia de Yde y Olive aparece en dos manuscritos:
- París, Bibliothèque nationale de France, en francés, 1451, f. 225r (breve resumen del texto)
- Turín, Biblioteca nazionale universitaria, L. II. 14, f. 389va-395va y 397rb-399va

El último incluye la única versión completa que aún existe de la historia de Yde y Olive. El manuscrito de Turín es un libro iluminado y bellamente decorado que, por suerte, sobrevivió al incendio que devastó la biblioteca en 1904. Desde ese momento, el manuscrito ha sido restaurado varias veces, si bien algunas páginas sufrieron daños permanentes.
A comienzos del siglo XVI, el ciclo de secuelas se reescribió en prosa como parte de Les prouesses et faictz merveilleux du noble huon de bordeaulx, que luego se tradujo al inglés medio y se imprimió con el título de The Boke of Duke Huon of Burdeux por John Bourchier, Lord Berners, para Francis Hastings, conde de Huntingdon, a comienzoos de siglo, y que habría de imprimirse dos veces más, aproximadamente en 1570 y en 1601. Las historias se modificaron en un recuento similar a una novela.
Mounawar Abbouchi tradujo recientemente al inglés moderno la primera parte de la historia de Yde, publicada en Medieval Feminist Forum: A Journal of Gender and Sexuality. La traducción va acompañada de una edición en página opuesta del texto original, y se encuentra disponible en línea. Las secuelas habían sido editadas previamente en dos ocasiones, primero por Max Schweigel en 1889, y luego en una disertación de Barbara Anne Brewka en la Universidad Vanderbilt en 1977.

## Argumento
Se vuelve a narrar brevemente el matrimonio de Florente y Clarisa. Un triunfante Florente regresa a Aragón y es coronado rey tras la muerte de su padre, Garin. Al poco tiempo, Clarisa queda embarazada, pero teme por su embarazo, y con razón, pues la reina muere al dar a luz a una hija llamada Yde. Florente entra en un duelo prolongado, ignorando sus deberes reales y paternales y rehusándose a volver a casarse a pesar de la insistencia de sus barones. Sin embargo, cuando Yde se convierte en una mujer joven y el parecido con su madre se hace más pronunciado, su padre se enamora de ella y decide que se ha de casar con ella. Horrorizada por la idea, Yde se disfraza de hombre y huye del país en el caballo de su padre. Haciéndose pasar por varón, se ve envuelta en una serie de aventuras caballerescas que eventualmente la llevan a Roma, donde se pone al servicio del rey Otón. Impresionado por su valor, Otón decide casar a Yde con su única hija, Olive, y convertirla en su heredera. Al no encontrar otra salida, Yde acepta casarse con Olive a regañadientes. La pareja practica la abstinencia durante quince días tras la boda, pero Yde finalmente se siente incapaz de resistir la insistencia de su esposa respecto a que consumen su matrimonio y le confiesa su secreto a Olive. Ésta le asegura que su secreto está a salvo, pero alguien escucha su conversación y se la reporta al rey, quien jura quemarlas a ambas si la historia resulta cierta. Para descubrir la verdad, Otón llama a Yde para que se bañen juntos. Las mujeres creen que todo está perdido y rezan por su salvación, cuando en el último momento, un ángel desciende del cielo para pedirle al rey que no ponga a prueba a un vasallo tan probado y honesto. El ángel luego anuncia que Yde ahora es un varón, que Otón morirá dentro de ocho días, y que Yde y Olive concebirán un niño que se llamará Croissant esa misma noche.
Le sigue el episodio que algunos académicos han llamado Croissant, que narra las hazañas del hijo de Yde y Olive. La narrativa del Yde et Olvie se retoma luego con la muerte de Florente y el regreso de Yde a Aragón como el heredero legítimo para reclamar su trono.

### Citas
1. ↑  Keith V. Sinclair niega una influencia de Ovidio y sugiere fuentes indias antiguas, como lo hace Alexandre Haggerty Krappe con la obra relacionada Tristan de Nanteuil. Barbara Brewka, por otra parte, no encuentra "modelo específico ninguno" en lo absoluto.
2. ↑  Stadler-Honegger, Marguerite (1975). Etude Sur Les Miracles de Notre-dame Par Personnages. Geneva: Slatkine Reprints. p. 119.
3. ↑  Cazanave, Caroline (2008). D'"Esclarmonde" à "Croissant": "Huon de Bordeaux", l'épique médiéval et l'esprit de suite. Besançon: Presses universitaires de Franche-Comté. ISBN 978-2848672137.